# Santa Colomba (Monteriggioni)
Santa Colomba è una frazione del comune italiano di Monteriggioni, nella provincia di Siena, in Toscana.

## Storia
Borgo di origine medievale, già caratterizzato dalla presenza di un castello, subì nel 1364 le razzie della compagnia di ventura guidata dall'inglese Giovanni Acuto, al soldo dei fiorentini.
Il borgo conobbe nuovo prestigio quando sulla fine del XV secolo Pandolfo Petrucci, signore di Siena, trasformò quel che restava della fortificazione in villa di delizie, poi venduta dagli eredi al granduca Cosimo III de' Medici, che a sua volta la donò al Convitto Tolomei di Siena. Santa Colomba fu attaccata e saccheggiata nel marzo del 1554 dalle truppe fiorentino-spagnole durante la guerra di Siena.
Nel 1833 risiedevano a Santa Colomba 457 abitanti.

## Monumenti e luoghi d'interesse

### Architetture religiose
- Chiesa dei Santi Pietro e Paolo, chiesa parrocchiale della frazione, risale al XII secolo.[5] All'interno della chiesa, dietro l'altare maggiore, si possono ammirare due grandi scene dipinte ad affresco rappresentante la Natività e la Crocifissione. Sulla parete destra si notano frammenti di un affresco rappresentante uno dei miracoli di san Nicola, la Resurrezione dei tre giovinetti, e un crocifisso ligneo seicentesco.

- Eremo di San Leonardo al Lago, antico romitorio situato poco distante dal centro della frazione, è documentato dal 1119 e fu sede degli agostiniani. Ristrutturata più volte, conserva nella zona absidale pregevoli affreschi di Lippo Vanni, databili tra il 1360 e il 1370.[6][7]

### Architetture civili
- Villa Petrucci (XV-XVI secolo), costruita sui resti di una fortificazione medievale.[3][4] Il progetto della villa è attribuito a Baldassarre Peruzzi.[4]